# Gornja Topličica
Gornja Topličica – wieś w Chorwacji, w żupanii zagrzebskiej, w mieście Sveti Ivan Zelina. W 2011 roku liczyła 157 mieszkańców.